# Sacada ragonotalis
Sacada ragonotalis is een vlinder uit de familie van de snuitmotten (Pyralidae). De wetenschappelijke naam van de soort is voor het eerst als Rygida ragonotalis geldig gepubliceerd in 1892 door Pieter Snellen.